# Laughton (Leicestershire)
Laughton is een civil parish in het bestuurlijke gebied Harborough, in het Engelse graafschap Leicestershire.